# Skandinavisches Gebirge
Das Skandinavische Gebirge (auch Skanden genannt, schwedisch Fjällen, norwegisch Kjølen; früher auch Skandinavische Alpen) ist ein Gebirge, das die Skandinavische Halbinsel von der norwegischen Skagerrak-Küste im Süden bis zum Nordkap durchzieht. Es hat eine Länge von etwa 1700 Kilometern und eine Breite von maximal 320 Kilometern. Norwegen und Schweden und zu einem sehr kleinen Teil im Norden auch Finnland haben Anteil am Gebirge. Entlang der finnischen Ostgrenze Richtung Süden erstreckt sich der sich abflachende Ausläufer Maanselkä, an dem auch Russland teilhat. Das in seinem nördlichen Teil an der Grenze zwischen Norwegen und Schweden verlaufende Gebirge ist auch die Wasserscheide Skandinaviens. Im norwegischen Teilgebirge Jotunheimen erreichen die Skanden mit dem 2469 Meter hohen Galdhøpiggen den höchsten Punkt Nordeuropas und Norwegens. Im Kebnekaise mit 2097 Metern stellen sie auch den höchsten Berg Schwedens und im Haltitunturi mit 1324 Metern den höchsten Berg Finnlands.
Die Bezeichnung Fjell wird in Skandinavien nicht nur für die Skanden, sondern auch allgemein als Begriff für Hochgebirge beziehungsweise Bergtundra verwendet.

## Entstehung
Die Gesteine des Skandinavischen Gebirges repräsentieren einen Teil des Kaledonischen Gebirges, das im Zuge des Zusammenstoßes „Ur-Nordamerikas“ (Laurentia) mit „Ur-Europa“ (Baltica) aufgefaltet wurde. Dieser Zusammenstoß erfolgte vor ungefähr 440 oder 430 bis 390 Millionen Jahren (frühes Silur bis mittleres Devon) und wird als die Skandische Phase der Kaledonischen Orogenese bezeichnet. Durch Erosion wurde dieses Gebirge nachfolgend mehr oder weniger vollständig eingeebnet.
Das heutige Skandinavische Gebirge ist das Ergebnis einer Hebung der alten kaledonisch deformierten Kruste im Tertiär. Zur Ursache für diese Hebung existieren verschiedene Hypothesen. So wird das Skandinavische Gebirge unter anderem als Riftschulter des Nordatlantik-Rifts interpretiert oder auf tektonische Spannungen innerhalb der westeurasischen Kruste infolge einer allgemeinen globalen Änderung der Plattenbewegungen zurückgeführt. Deutliche negative Schwereanomalien im Bereich des Skandinavischen Gebirges deuten jedoch auf eine isostatische Hebung hin, die möglicherweise mit einer moderaten Aufheizung und daraus folgend einem Dichteverlust der kaledonisch deformierten Kruste in Zusammenhang steht. Als Wärmequelle wird der Island-Hotspot vermutet.

## Relief und Vegetation

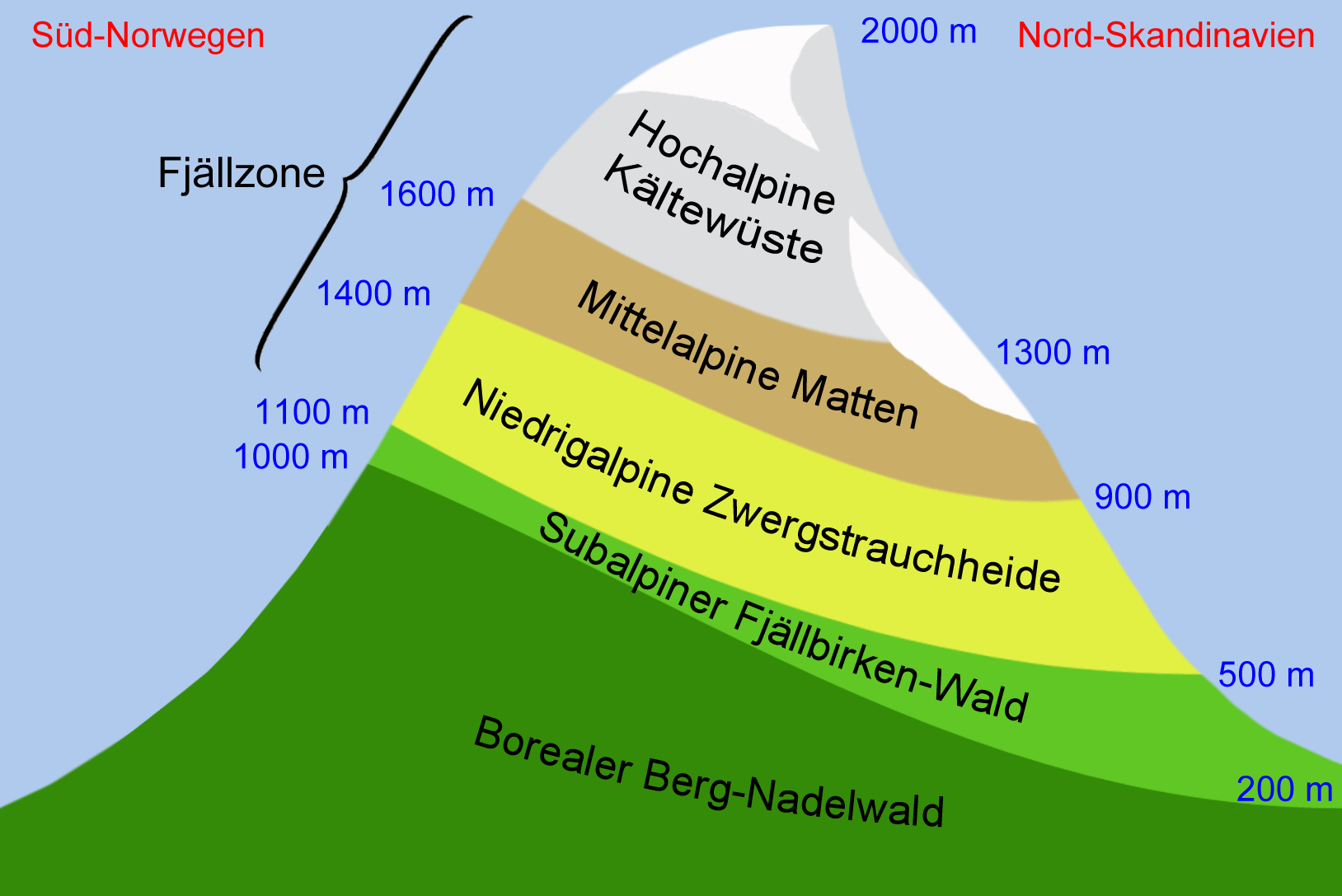
Vegetationskundliche Höhenstufen der Skanden. Schematische Darstellung der Grenzen im südlichen (Jotunheimen) und nördlichen Fjäll (Finnmark)

Die Skanden erreichen eine Höhe von 2469 Metern (Galdhøpiggen), haben aber in manchen Gebieten nur Mittelgebirgscharakter. Die hochgebirgigen Gebiete zeigen aufgrund der Überformung durch die eiszeitlichen Gletscher, anders als die übrigen europäischen Hochgebirge, häufig runde, weiche Formen (Gletscherschliff), seltener ausgeprägte Gipfelformen. Die Höhen der Gebirge sind teilweise in Plateaus ausgebildet, die von tiefen, steil abfallenden Tälern zerschnitten sind.
Während der Eiszeit waren diese östlichen, heute flacheren Bereiche der Skanden, insbesondere aber die Gebiete des Baltischen Schildes weiträumig unter einer teilweise über 1500 Meter dicken Eisschicht begraben, dem Fennoskandischen Eisschild. Die höchsten Gebirgsteile der Skanden ragten jedoch aus dem Eisschild heraus und bildeten Nunatakker mit den charakteristischen, oft spitzen Berggipfeln, so in Jotunheimen oder am Kebnekaise. Nach dem Abtauen der Eislast setzte die postglaziale Landhebung ein, die noch heute anhält. Während das Skandinavische Gebirge nach Osten in Stufen abfällt, ist die Westseite durch einen steilen, tief zertalten Abfall gekennzeichnet. Der Eisschild hat sich hier in Gletscherzungen aufgeteilt und ist durch die zahlreichen Fjorde nach Westen abgeflossen. Die Fjorde zeigen die für Gletschertäler typische Trogform.
Teile der Skanden sind von Plateaugletschern bedeckt, deren Ausläufer sich fast hinab bis auf Meereshöhe erstrecken (z. B. Engenbreen, +10 m). Die größten sind Jostedalsbreen (mit ca. 486 km² der größte Gletscher Kontinentaleuropas), Svartisen und Folgefonna.
Bis auf einen kleinen subpolaren Anteil liegen die Skanden in der borealen Ökozone, sodass die Vegetation unterhalb des Gebirgsfußes aus borealen Nadelwäldern besteht. Die Wald- und Baumgrenze wird – anders als in den meisten anderen Gebirgen der Erde – von der Fjällbirke gebildet. Darüber liegt das baumlose Fjell, das aus Zwergstrauchheiden, Bergwiesen, Matten und (Nieder-)Mooren besteht, sowie Blockschutthalden mit Moosen und Flechten in den Gipfelregionen.

## Klima, Gletscher und Permafrost

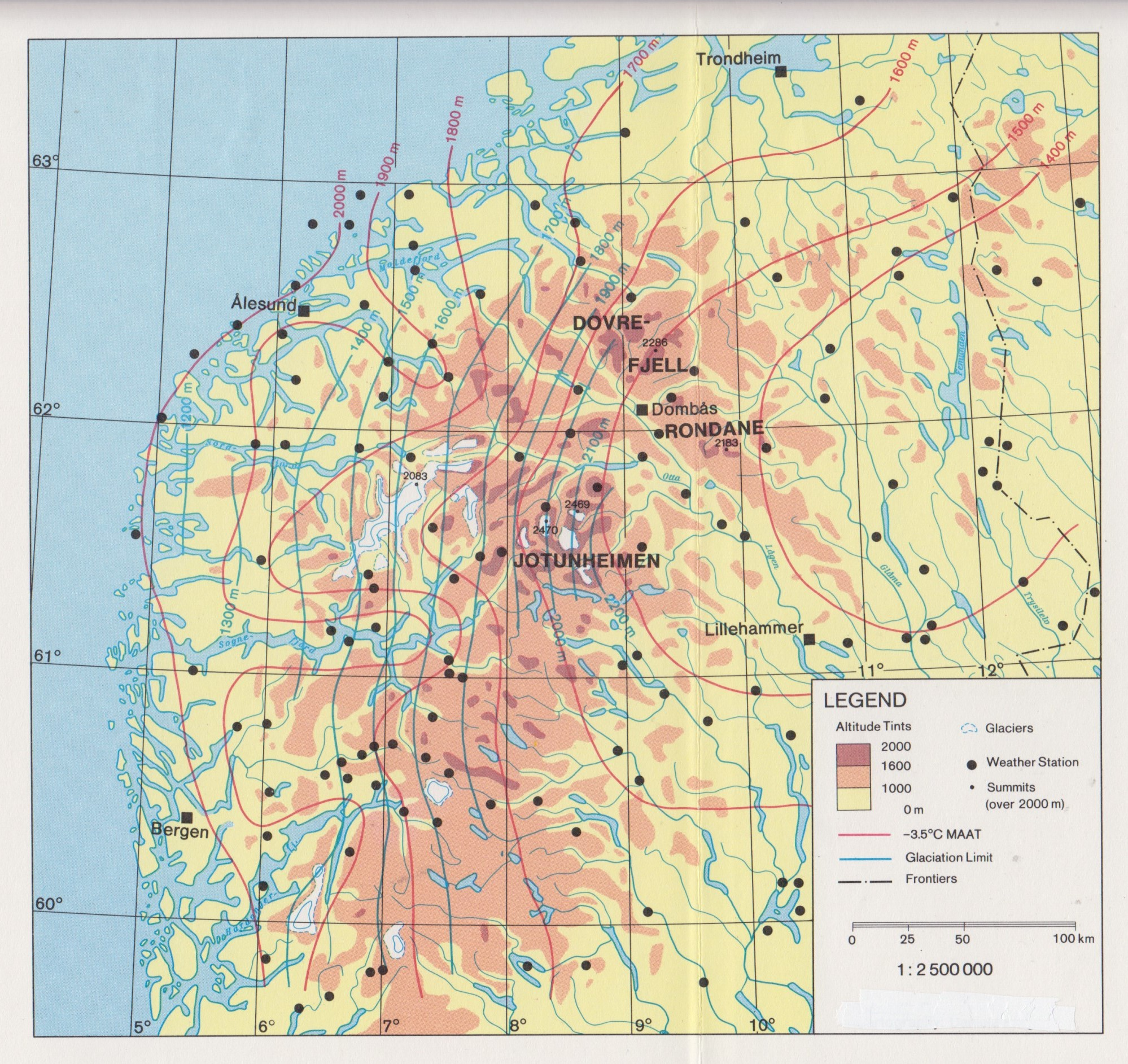
Topographische Karte des Gebietes Jotunheimen, Dovre und Rondane. Die roten Linien markieren die −3,5 °-Jahresisothermen (MAAT) in Bezug zur (theoretischen) Meereshöhe, die aufgrund des milderen Küstenklimas Richtung Inland immer weiter absinken. Liegt die tatsächliche Höhe über der Isotherme, ist auf 50 % der Fläche mit Permafrost zu rechnen. Die blauen Linien markieren die theoretische Mindesthöhe für vergletscherte Gebiete – mit gegenläufiger Tendenz.

Das Klima im Westen des Skandinavischen Gebirges ist durch den Golfstrom und die tief in das Land reichenden Fjorde stark maritim geprägt und regenreich. Östlich der Gebirgsketten herrscht ein niederschlagsärmeres, kontinental geprägtes Klima. Dies führt dazu, dass die Vergletscherungsgrenze (regionale klimatische Schneegrenze) von rund 1600 Meter beim niederschlagsreichen Jostedalsbreen auf rund 2000 Meter im niederschlagsärmeren Raum Dovrefjell / Jotunheimen ansteigt. Dieselbe Tendenz zeigt sich bei der um rund 900 Meter absinkenden klimatischen Waldgrenze.
In Skandinavien war das Vorkommen von Permafrost in Palsamooren im Tiefland bereits zu Beginn des 20. Jahrhunderts bekannt und wurde in zahlreichen Arbeiten beschrieben. Das Vorkommen von Gebirgspermafrost in den Skanden wurde jedoch bis Anfang der 1980er Jahre von skandinavischen Wissenschaftlern bestritten. Dies wurde erstmals 1976 durch geophysikalische Prospektion nachgewiesen. Diese Untersuchungen wurden danach über mehrere Jahre hinweg systematisch auf alle wichtigen Teilgebiete der Skanden ausgedehnt und ergaben dadurch ein erstes Gesamtbild der Verbreitung von Gebirgspermafrost im Skandinavischen Gebirge.
Für eine Gebirgsregion gilt, dass bei mittleren jährlichen Lufttemperaturen von −3,5 °C Permafrost auf rund 50 % der Fläche vorkommt, oft mit einer Mächtigkeit von 200 bis 300 Metern. Diese Beziehung zwischen der mittleren jährlichen Lufttemperatur (MAAT = Mean Annual Air Temperature) und dem Auftreten von Permafrost ist auch weitgehend beim polaren Permafrost zu finden.

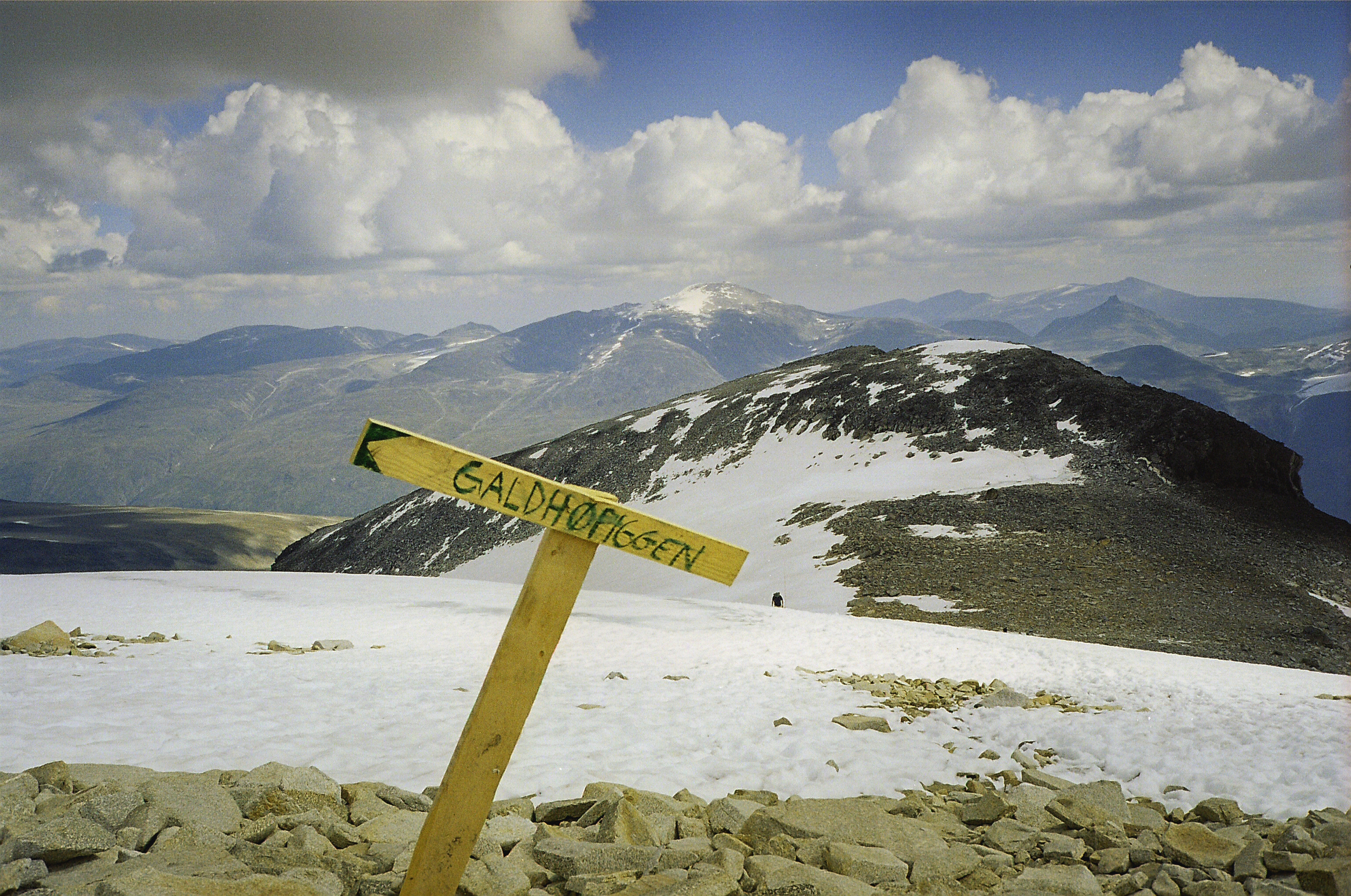
Am Galdhøpiggen (2469 m), dem höchsten Berg Nordeuropas
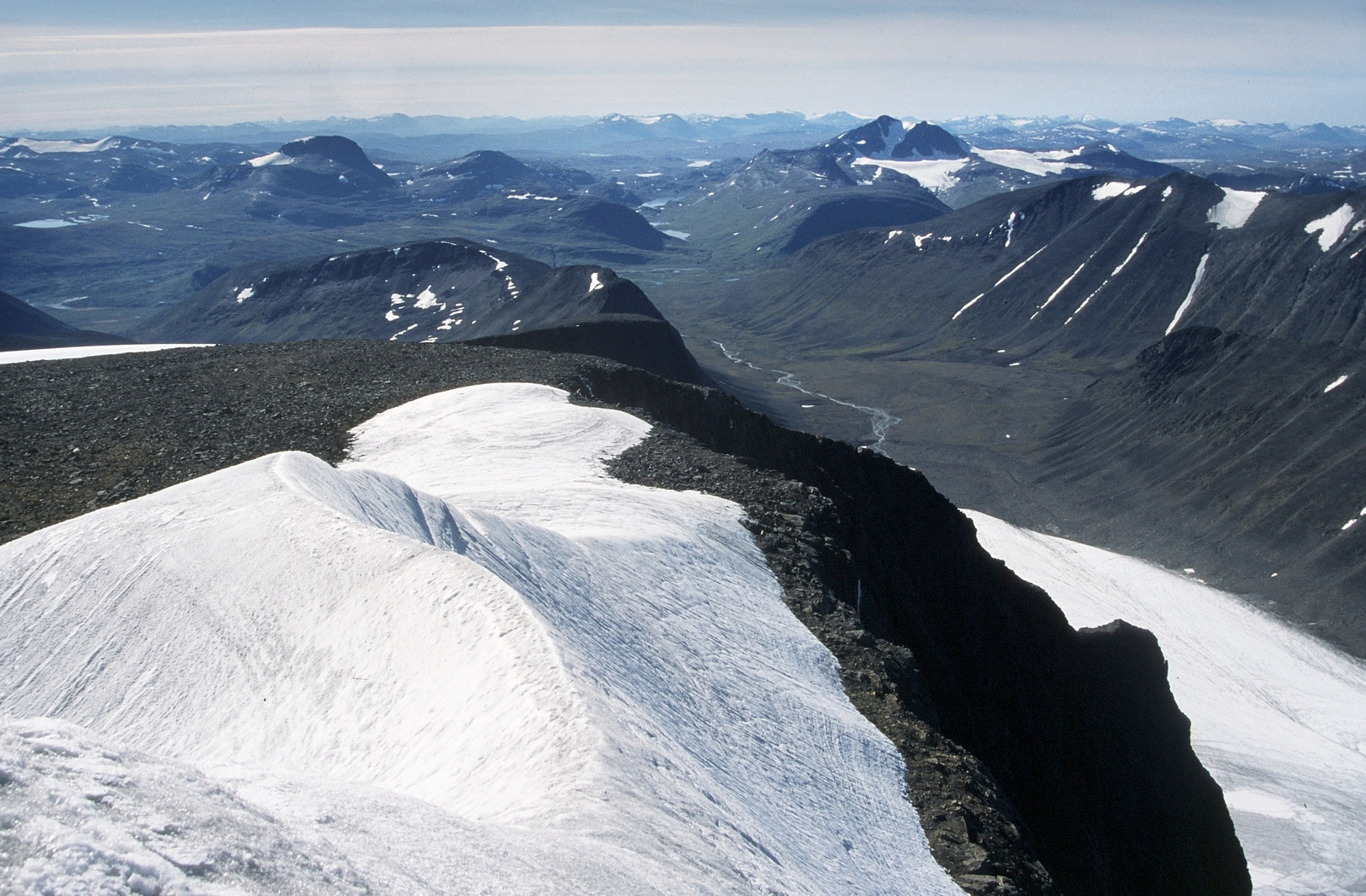
Blick vom Kebnekaise (2097 m), über die Gebirge Lapplands
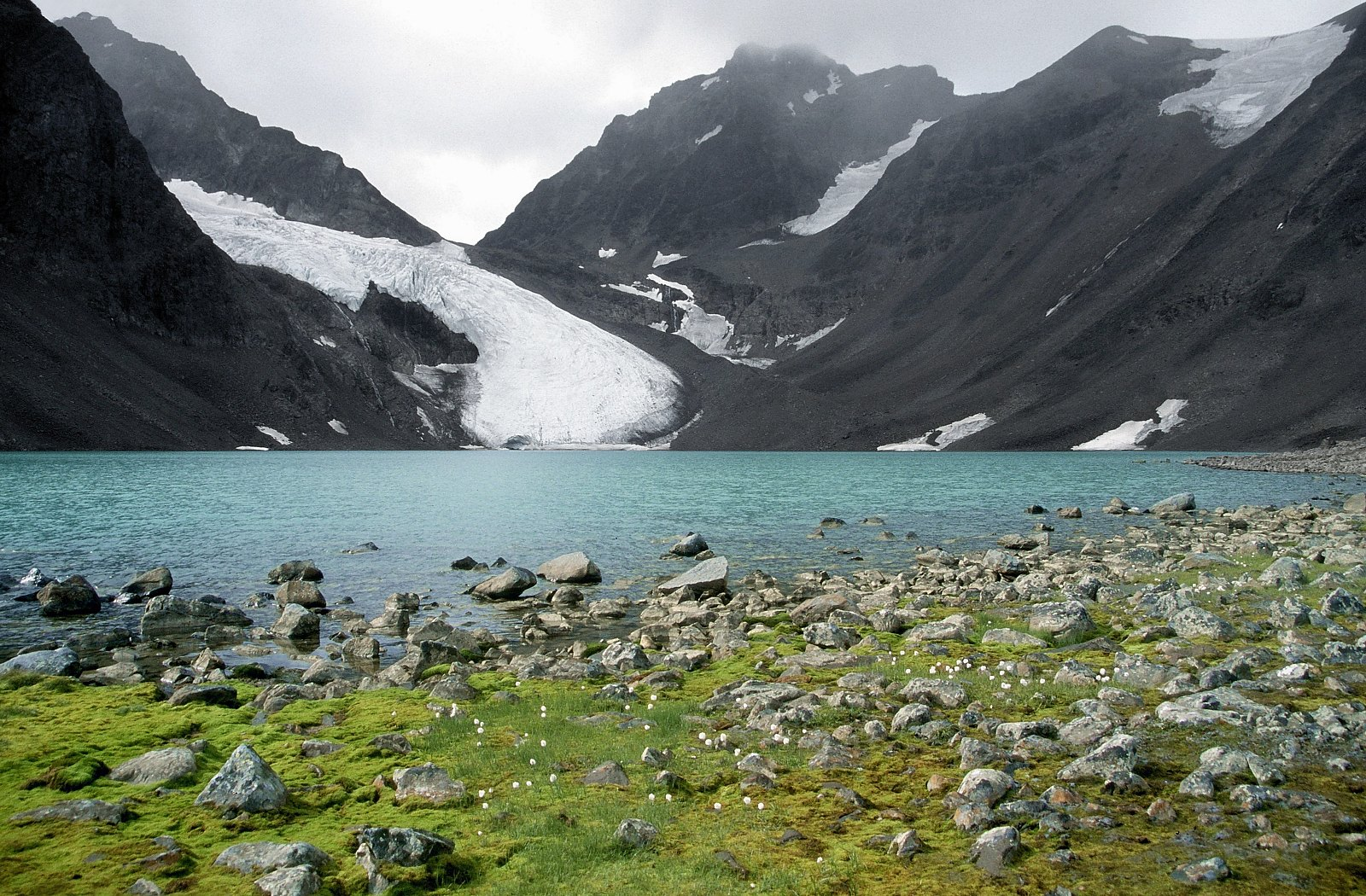
Der Talkessel von Tarfala (Kebnekaise-Gebiet) mit dem Kaskasapaktegletscher und dem Gipfel Kaskasapakte (2043 m)